# 이창용 (1850년)
이창용(李昌鎔, 1850년 ~ 1907년)은 조선시대의 무신으로, 본관은 전주, 휘는 창용(昌鎔), 자는 배언(拜言)이다.

## 생애
덕흥대원군 13대손이며, 노론 삼장신(三將臣) 충정공 이홍술의 7대손이고, 증 가선대부(嘉善大夫) 이조참판(吏曺參判) 이정식(李鼎植)의 증손이며, 병마절도사(兵馬節度使) 이습(李熠)의 손자이다. 아버지는 형조판서(刑曺判書) 이재봉(李載鳳, 초명은 鳳周)이며, 어머니는 부사(府使) 인동인(仁同人) 장언급(張彦汲)의 딸로 정부인(貞夫人) 장씨(長氏)와 인동인(仁同人) 장수급(張壽汲)의 딸로 정부인(貞夫人) 장씨(長氏)이다. 생부는 병사(兵使) 습(熠)의 2남 부사(府使) 이재응(李載鷹, 초명은 鷹周)이다.
부인은 병조참판 평양인(平壤人) 조의실(趙義實)의 딸로 정부인 평양 조씨(貞夫人 平壤趙氏)이다.
부사 이재응의 아들로 1850년(철종 1) 7월 21일 탄생하였다. 음직으로 1865년(고종 2) 남부참봉(南部參奉)에 제수되었다가 이해 6월 22일 부장(部將)에 제수되었다.
1866년(고종 3) 남행 선전관(南行宣傳官)에 제수되고, 1867년(고종 4) 정묘(丁卯) 식년(式年) 무과(武科) 급제(及第)하여 이해 4월 17일 무과 급제로 사악(賜樂)받았다. 이해 6월 25일 승륙(陞六)이 되고, 별군직(別軍職)에 차하(差下)되어 훈련주부(訓鍊主簿) 가설(加設)직에 단부되었다.
1868년(고종 5) 훈련판관(訓鍊判官) 가설(加設)직에 단부되고, 1869년(고종 6) 훈련첨정(訓鍊僉正) 가설(加設)직에 단부되었다.
1870년(고종 7) 훈련부정(訓鍊副正) 가설(加設)직에 단부되고, 1871년(고종 8) 별군직(別軍職)에 차하(差下)되어 이해 5월 28일에 다시 선전관(宣傳官)에 제수되었다가 이해 11월 1일 훈련첨정(訓鍊僉正)에 제수되었다.
1872년(고종 9) 다시 선전관(宣傳官)에 제수되었다가 1873년(고종 10) 형조정랑(刑曹正郞)에 제수되었다.
1874년(고종 11) 총융청 파총(摠戎廳把摠)에 제수되고, 1882년(고종 19) 부장에 제수되었다.
1890년(고종 27) 사헌부 감찰(司憲府監察), 중화부사(中和府使)에 제수되고, 이해 10월 30일 겸(兼) 내금위장(內禁衛將)에 제수되었다가 이해 11월 29일 첨지중추부사(僉知中樞府事) 가설(加設)직에 단부되었다.
1891년(고종 18) 훈융 첨사(訓戎僉使)에 제수되었으나 이해 10월 21일 병조에서 어버이의 병으로 기한 안에 부임할 수 없다고 정장하여 체직을 청하였으나 이력(履歷)을 허용하라고 전교하였다.
1894년(고종 31) 다시 선전관(宣傳官)에 제수되었다가 이해 3월 1일 정인승이 병조의 말로 아뢰길, “이번 행행할 때 시위(侍衛)와 배위(陪衛)를 갖추지 않아서는 안 되는데 병으로 직임을 수행하기 어렵다고 정장하여 체직을 청하여 개차하고 규례대로 구전으로 차출(差出)하여 인원을 갖추어 나아가 참가하도록 하는 것이 어떻겠습니까?”하니, 윤허한다고 전교하였다.
1899년(광무 3) 장종과 헌경왕후를 경모전에 봉안할 때 원임 별군직(原任別軍職)으로 참여한 공로로 아마 1필을 사급받았다.
1902년(광무 6) 기로소(耆老所)에 들어갈 때의 승, 사관 이하의 별단에 대해 조령 내릴 때 가자(加資)하라하고, 이해 5월 6일 기로소(耆老所)에 들어갈 때의 승지(承旨)와 사관(史官) 이하, 각 차비관(差備官) 이하, 기로소를 수리할 때와 은인(銀印)을 만들 때, 영수각(靈壽閣)에서 어첩(御帖)을 표구할 때의 궁내부 대신(宮內部大臣) 이하, 기로소의 비서장(祕書長) 이하, 궤장을 만들 때의 상의사 제조(尙衣司提調) 이하, 축하를 올리고 황태자가 축하를 올릴 때의 각 차비관(差備官) 이하에게 차등 있게 시상(施賞)할 때 별군직(別軍職)으로 참여한 공로로 종2품 가선대부에 가자(加資)되었다.
1904년(광무 8) 12월 26일 이천 군수(利川郡守)에 임용되고, 1907년(광무 11) 6월 15일 이천 군수(利川郡守) 본관을 의원면직하였다. 별세하였다.

## 가족관계
- 증조부 : 이정식(李鼎植)
- 조부 : 이습(李熠)
- 아버지(양부) : 이재봉(李載鳳, 초명은 봉주(鳳周))
- 어머니(양모) : 정부인 인동 장씨(貞夫人 仁同長氏), 부사(府使) 인동인(仁同人) 장언급(張彦汲)의 딸.
- 어머니(양모) : 정부인 인동 장씨(貞夫人 仁同長氏), 인동인(仁同人) 장수급(張壽汲)의 딸.
- 아버지(생부) : 이재응(李載鷹, 초명은 응주(鷹周))
- 부인 : 정부인 평양 조씨(貞夫人 平壤趙氏, 1852년 - ?년), 병조참판 평양인(平壤人) 조의실(趙義實)의 딸.
  - 아들 : 이해원(李海元, 1878년 - 1946년)